# Min søsters børn vælter Nordjylland
Min søsters børn vælter Nordjylland er en dansk komediefilm fra 2010. Filmen er fjerde udgave i serien om "Min søsters børn".

## Medvirkende
- Peter Mygind som Onkel Erik
- Mille Dinesen som Irene Flinth
- Lasse Guldberg Kamper som Michael
- Mathilde Høgh Kølben som Amalie
- Sebastian Kronby som Jan
- Frida Luna Roswall Mattson – Pusle
- Rumle Risom som Blop
- Ditte Hansen som Mor
- Ole Thestrup som Entrepenør
- Preben Kristensen som Borgmesteren
- Søren Malling som Svendsen
- Rasmus Botoft som Chef